# (2010) Tchebychev
(2010) Tchebychev (officiellement (2010) Chebyshev) est un astéroïde de la ceinture principale.
Il a été ainsi baptisé en hommage à Pafnouti Tchebychev (1821-1894), mathématicien russe.
Il a été découvert en 1969 par Bella Bournacheva.

## Compléments